# Ондржеј Челустка
Онржеј Челустка (чеш. Ondřej Čelůstka; 18. јун 1989) чешки је професионални фудбалер који тренутно наступа на позицији штопера за Спарту Праг и репрезентацију Чешке.
Професионалну каријеру почео је 2007. у клубу Фастав Злин, у којем је провео 11 година у млађим категоријама. На љето 2009. прешао је у Славију Праг, гдје је провео први дио сезоне, а затим је послат на позајмицу у Палермо, гдје је одиграо само једну утакмицу и вратио се у Славију. Године 2011. прешао је у Трабзонспор, а у јуну 2013. отишао је на позајмицу у Сандерланд, гдје је провео једну сезону. Након истека позајмице, није се вратио у Трабзонспор и прешао је у Нирнберг, гдје је остао једну сезону. У јуну 2015, прешао је у Анталјаспор, гдје је остао пет година и одиграо 156 утакмице. Године 2020. прешао је у Спарту Праг.
За репрезентацију Чешке до 19 година дебитовао је 2008. године, након чега је играо и за репрезентације до 20 и 21 годину, док је за сениорску репрезентацију Чешке дебитовао 2013.

## Клупска каријера

### Фастав Злин
Професионалну каријеру, почео је 2007. у клубу Фастав Злин, у којем је прошао све млађе категорије. Дебитовао је 10. маја 2008, у 29, претпоследњем колу Прве лиге Чешке, у побједи од 1:0 на гостовању против Баник Моста; играо је од почетка до краја утакмице. Другу утакмицу заредом, играо је у последњем колу, у поразу 1:0 против Збројовке Брно.
У сезони 2008/09, ушао је у стартну поставу. На дан 4. априла 2009, постигао је први гол за клуб, у ремију 1:1 против Теплица, на асистенцију Давида Шмахаје. на дан 2. маја, постигао је гол у побједи од 2:0 против Бохемијанса, са 25 метара, у шестом минуту. У 27 колу, 10. маја, постигао је одлучујући гол у побједи од 2:1 против Спарте Праг, што му је био трећи гол у сезони. Укупно је одиграо 22 утакмице за клуб и постигао три гола у сезони, а Злин је испао из Прве лиге.

### Славија Праг
На љето 2009. Хановер 96 је био заинтересован за њега, али је одлучио да пређе у Славију Праг, са којом је потписао четворогодишњи уговор. Славија је освојила титулу у сезони 2008/09, а на почетку сезоне 2009/10, играо је у квалификацијама за Лигу шампиона, гдје је Славија испала од Шерифа, након чега је играо у квалификацијама за Лигу Европе, гдје је Славија избацила Црвену звезду и пласирала се у групну фазу.
Први гол за клуб постигао је 31. августа 2009, у побједи од 3:0 против Словачкоа, а погодио је и стативу, када је био сам испред голмана. Одиграо је 14 утакмица у првом дијелу сезоне за клуб, након чега је прешао у Палермо.

#### Позајмица у Палермо
На дан 1. фебруара 2010, отишао је на позајмицу у Палермо за други дио сезоне 2009/10, са опцијом откупа уговора на крају сезоне, а узео је дрес са бројем 89.
Прву и једину утакмицу за клуб, одиграо је 27. марта, у побједи од 3:1 против Болоње, када је ушао у другом полувремену, умјесто Марка Калдеронија.

#### Повратак у Славију
На почетку сезоне 2010/11. вратио се у Славију, након што није задовољио у Палерму. Био је стандардан у првом тиму, а први гол након повратка, постигао је 24. октобра 2010, у побједи од 4:0 против Ческе Будјејовице, у 13 колу. Други гол у сезони, постигао је у последњем, 30 колу, у побједи од 3:0 против Бохемијанса. Одиграо је укупно 28 утакмица у лиги и постигао је два гола.

### Трабзонспор
На дан 8. јула 2011, прешао је у турски Трабзонспор, за 900,000 евра. Потписао је уговор на пет година, а узео је дрес са бројем 28.
За клуб је дебитовао у 27. јула, на утакмици трећег кола квалификација за Лигу шампиона 2011/12, у поразу 2:0 на гостовању против Бенфике. У реваншу, Трабзонспор је ремизирао 1:1 и испао је из Лиге шампиона. Играо је и у првој утакмици плеј офа за пласман у Лигу Европе, у ремију 0:0 на гостовању против Атлетик Билбаа. Прије реванш утакмице, Фудбалски савез Турске, казнио је Фенербахче са забраном играња у УЕФА такмичењима због истраге о намјештању утакмица. Због казне, Трабзонспор је припало мјесто у групној фази Лиге шампиона, јер је завршио на другом мјесту у првенству Турске, а реванш утакмица против Билбаа није играна.
У првој утакмици групне фазе Лиге шампиона, Трабзонспор је побиједио Интер 1:0 на Сан Сиру, а Челустка је постигао једини гол, у 76 минуту. Халил Алтинтоп је шутирао на гол, погодио је стативу, а Челустка је натрчао на одбијену лопту и дао гол. Трабзонспор је групну фазу завршио на трећем мјесту, са једном побједом, четири ремија и једним поразом и пласирали су се у 1/16 финала Лиге Европе. Играо је обје утакмице у 1/16 финала, а Трабзонспор је испао, изгубивши обје утакмице 2:1 и 4:1. У Суперлиги Турске, одиграо је све утакмице и постигао је један гол, у побједи од 3:2 против Анкарагачуа, у шестом колу.
У четвртом колу квалификација за Лигу Европе 2012/13, Трабзонспор је испао од Видеотона 4:2 на пенале, након што су обје утакмице завршене 0:0. У лиги, одиграо је 19 утакмица, није постигао ниједан гол, а на крају сезоне, отишао је у позајмицу у Сандерланд.

#### Позајмица у Сандерланд
На дан 12. августа 2013. прешао је у Сандерланд на позајмицу.
За клуб је дебитовао пет дана касније, у поразу 1:0 од Фулама; упутио је један ударац на гол, са 30 метара, али је одбранио Мартен Стекеленбург.
На дан 2. марта, био је на клупи у финалу Лига купа, у којем је Сандерланд изгубио 3:1 од Манчестер Ситија.

### Нирнберг
Након истека позајмице у Сандерланд, раскинуо је уговор са Трабзонспором и постао је слободан играч. На дан 24. августа 2014. прешао је у Нирнберг.
За клуб је дебитовао 28. августа, у побједи од 4:0 против Унион Берлина, у четвртом колу Друге Бундеслиге Њемачке. Одиграо је 31 утакмицу за тим, није постигао ниједан гол, а Нирнберг је сезону завршио на деветом мјесту и нису се пласирали у Бундеслигу.

### Анталјаспор
На љето 2015. прешао је у Анталјаспор, одбивши понуду Спарте Праг.
За клуб је дебитовао 15. августа, у побједи од 3:2 на гостовању против Истанбул Башакшехира. Први гол постигао је након четири године у тиму, 8. децембра 2019,у поразу 3:1 од Трабзонспора. У Анталјаспору је провео пет година, одиграо је 156 утакмица у свим такмичењима и постигао је један гол.

### Спарта Праг
На дан 31. јула 2020, потписао је уговор са Спартом Праг, након што је споразумно раскинуо уговор са Анталјаспором. За клуб је дебитовао 22. августа 2020. у утакмици првог кола Прве лиге Чешке, на гостовању против Збројовке Брно. Постао је стандардан у стартној постави и играо је све утакмице, осим утакмице у Купу Чешке, против друголигаша Бланског. У октобру, повриједио се на утакмици између Чешке и Шкотске, због чега је морао да пропусти меч првог кола групне фазе Лиге Европе, против Лила. Играо је на гостовању против Милана у другом колу, у поразу од 3:0, након чега се повриједио пред утакмицу са Селтиком и морао је поново да паузира. Вратио се у тим три недеље касније, на утакмици деветог кола, у побједи од 1:0 на гостовању против Теплица. На утакмици против Лила, у петом колу групне фазе Лиге Европе, добио је жути картон и због парних картона, није играо на утакмици последњег кола групне фазе, против Милана. На дан 16. децембра, постигао је први гол за тим, у побједи од 2:0 против Пардубица; гол је постигао главом, у 81. минуту. На утакмици, по први пут је играо против свог брата — Томаша Челустке, који је одиграо цијели меч за Пардубице.

## Репрезентативна каријера

### Млада репрезентација
У пролеће 2008. одиграо је двије пријатељске утакмице за репрезентацију до 19 година. Годину дана касније, у пролеће 2009. дебитовао је за репрезентацију до 21 године, у ремију 2:2 против Јужне Кореје у пријатељској утакмици. Био је и дио тима за утакмицу против Сан Марина, али није улазио у игру. Учествовао је на Свјетском првенству за играче до 20 година у Египту 2009, гдје је Чешка испала у осмини финала, од Мађарске, након пенала.
Са репрезентацијом до 21 године, учествовао је на Европском првенству за играче до 21 године 2011, у Данској, гдје је Чешка била у групи са Украјином, Шпанијом и Енглеском. Играо је на свакој утакмици, а у првом колу, Чешка је побиједила Украјину 2:1, након чега је изгубила од Шпаније 2:0 и побиједила Енглеску 2:1 и пласирала се у полуфинале. На дан 22. јуна, Чешка је изгубила од Швајцарске 1:0 у полуфиналу, послије продужетака, а затим је изгубила и 1:0 од Бјелорусије у утакмици за треће мјесто; Челустка је одиграо сваки минут на првенству.

### Сениорска репрезентација
У новембру 2013. селектор сениорске репрезентације Чешке — Јозеф Пешице, уврстио га је у тим за пријатељску утакмицу против Канаде. Меч је игран 15. новембра, на стадиону Андер у Оломоуцу; Челустка је постигао први гол за репрезентацију у трећем минуту, а Чешка је побиједила 2:0. У тим је поново позван у марту 2017, гдје се нашао на списку селектора Карела Јаролима, за пријатељску утакмицу против Литваније и утакмицу у квалификацијама за Свјетско првенство 2018, против Сан Марина. У марту 2017, био је у саставу репрезентације на пријатељској утакмици против Белгије, када је ушао у игру у 46 минуту, у поразу 2:1. У новембру исте године, позван је и на припремни турнир репрезентације у Катару, гдје је одиграо цијелу утакмицу у побједи од 2:1 против Исланда.
Након доласка новог селектора — Јарослава Шилхавија 2018, постао је стандардан у првом тиму, а у прве четири утакмице, Чешка је примила само један гол. У квалификацијама за Европско првенство 2020, одиграо је свих осам утакмица и постигао је један гол, у побједи од 2:1 против Косова.
На дан 27. маја 2021. нашао се у тиму за Европско првенство 2020, које је због пандемије ковида 19 помјерено за 2021. На дан 8. јуна 2021, постигао је гол у побједи од 3:1 против Албаније, у пријатељској утакмици, последњој пред почетак Европског првенства. На Европском првенству, био је стандардан, а Чешка је у првом колу групе Д побиједила Шкотску 2:0, са два гола Патрика Шика, док је у другом колу ремизирала 1:1 против Хрватске. У трећем колу, изгубила је 1:0 од Енглеске и прошла је даље са трећег мјеста. У осмини финала одиграо је цијелу утакмицу, а Чешка је побиједила Холандију 2:0. У четвртфиналу, играо је до 65. минута, када је умјесто њега ушао Јакуб Брабец, а Чешка је изгубила 2:1 од Данске.

## Статистика каријере

### Клубови
Ажурирано након утакмице игране 16. јуна 2021.
| Клуб                   | Сезона            | Лига              | Лига  | Лига | Куп   | Куп  | Лига куп | Лига куп | Континентално | Континентално | Остало | Остало | Укупно | Укупно |
| Клуб                   | Сезона            | Лига              | Утак. | Гол. | Утак. | Гол. | Утак.    | Гол.     | Утак.         | Гол.          | Утак.  | Гол.   | Утак.  | Гол.   |
| ---------------------- | ----------------- | ----------------- | ----- | ---- | ----- | ---- | -------- | -------- | ------------- | ------------- | ------ | ------ | ------ | ------ |
| Фастав Злин            | 2007/08.          | Прва лига Чешке   | 2     | 0    | —     | —    | —        | —        | —             | —             | —      | —      | 2      | 0      |
| Фастав Злин            | 2008/09.          | Прва лига Чешке   | 22    | 3    | 0     | 0    | —        | —        | —             | —             | —      | —      | 22     | 3      |
| Фастав Злин            | Укупно            | Укупно            | 24    | 3    | 0     | 0    | —        | —        | —             | —             | —      | —      | 24     | 3      |
| Славија Праг           | 2009/10.          | Прва лига Чешке   | 13    | 1    | 0     | 0    | —        | —        | 9             | 0             | —      | —      | 22     | 1      |
| Славија Праг           | 2010/11.          | Прва лига Чешке   | 28    | 2    | 0     | 0    | —        | —        | —             | —             | —      | —      | 28     | 2      |
| Славија Праг           | Укупно            | Укупно            | 41    | 3    | 0     | 0    | —        | —        | 9             | 0             | —      | —      | 50     | 3      |
| Палермо (позајмица)    | 2009/10.          | Серија А          | 1     | 0    | 0     | 0    | —        | —        | —             | —             | —      | —      | 1      | 0      |
| Трабзонспор            | 2011/12.          | Суперлига Турске  | 36    | 1    | 2     | 0    | —        | —        | 11            | 1             | —      | —      | 49     | 2      |
| Трабзонспор            | 2012/13.          | Суперлига Турске  | 19    | 0    | 6     | 0    | —        | —        | 2             | 0             | —      | —      | 27     | 0      |
| Трабзонспор            | 2013/14.          | Суперлига Турске  | —     | —    | —     | —    | —        | —        | 4             | 0             | —      | —      | 4      | 0      |
| Трабзонспор            | Укупно            | Укупно            | 55    | 1    | 8     | 0    | —        | —        | 17            | 1             | —      | —      | 80     | 2      |
| Сандерланд (позајмица) | 2013/14.          | Премијер лига     | 21    | 0    | 3     | 0    | 3        | 0        | —             | —             | —      | —      | 27     | 0      |
| Нирнберг               | 2014/15.          | 2. Бундеслига     | 31    | 0    | 0     | 0    | —        | —        | —             | —             | —      | —      | 31     | 0      |
| Анталјаспор            | 2015/16.          | Суперлига Турске  | 30    | 0    | 6     | 0    | —        | —        | —             | —             | —      | —      | 36     | 0      |
| Анталјаспор            | 2016/17.          | Суперлига Турске  | 34    | 0    | 1     | 0    | —        | —        | —             | —             | —      | —      | 35     | 0      |
| Анталјаспор            | 2017/18.          | Суперлига Турске  | 30    | 0    | 1     | 0    | —        | —        | —             | —             | —      | —      | 31     | 0      |
| Анталјаспор            | 2018/19.          | Суперлига Турске  | 24    | 0    | 2     | 0    | —        | —        | —             | —             | —      | —      | 26     | 0      |
| Анталјаспор            | 2019/20.          | Суперлига Турске  | 24    | 1    | 4     | 0    | —        | —        | —             | —             | —      | —      | 28     | 1      |
| Анталјаспор            | Укупно            | Укупно            | 142   | 1    | 14    | 0    | —        | —        | —             | —             | —      | —      | 156    | 1      |
| Спарта Праг            | 2020/21.          | Прва лига Чешке   | 28    | 1    | 3     | 0    | —        | —        | 2             | 0             | —      | —      | 33     | 1      |
| Укупно у каријери      | Укупно у каријери | Укупно у каријери | 343   | 9    | 28    | 0    | 3        | 0        | 28            | 1             | 0      | 0      | 402    | 10     |

### Репрезентација
Ажурирано након утакмице игране 3. јула 2021.
| Репрезентација | Година | Наступи | Голови |
| -------------- | ------ | ------- | ------ |
| Чешка          |        |         |        |
| 2013.          | 1      | 1       |        |
| 2014.          | 0      | 0       |        |
| 2015.          | 0      | 0       |        |
| 2016.          | 0      | 0       |        |
| 2017.          | 3      | 0       |        |
| 2018.          | 4      | 0       |        |
| 2019.          | 10     | 1       |        |
| 2020.          | 3      | 0       |        |
| 2021.          | 10     | 1       |        |
| Укупно         | Укупно | 31      | 3      |

### Голови за репрезентацију
Ажурирано након утакмице игране 8. јуна 2021.
| ‡ | Гол из пенала |

| Број | Датум              | Локација                                 | Противник | Гол за | Коначан резултат | Такмичење                       |
| ---- | ------------------ | ---------------------------------------- | --------- | ------ | ---------------- | ------------------------------- |
| 1.   | 15. новембар 2013. | Стадион Андрув, Оломоуц, Чешка Република | Канада    | 1:0    | 2:0              | Пријатељска утакмица            |
| 2.   | 14. новембар 2019. | Досан арена, Плзењ, Чешка Република      | Косово    | 2:1    | 2:1              | Квалификације за Европско 2020. |
| 3.   | 8. јун 2021.       | Стадион Летна, Праг, Чешка Република     | Албанија  | 3:1    | 3:1              | Пријатељска                     |